# 真·三國無雙5
《真·三國無雙5》，為電視遊戲真·三國無雙系列2007年的作品，由日本光榮株式會社發行。

## 遊戲創新

### 人物系統
- 刪減人物：
- 魏：龐德
- 蜀：星彩、姜維
- 吳：大喬
- 他：孟獲（在SP版PSP和帝王傳復出）、祝融、左慈

### 畫面
與前作有相當大的差異，其畫面清晰度與觀看舒適度都有相當大的進步。在攻城戰中爬上梯子攻城與進入水域後進行游泳前進皆為本作突破性創新。

#### 動作
与前作不同的是，本作中人物的动作系统不再由X键和Y键的不同组合（玩家称为C1、C2......等；C1为单独按Y，C2为按X再按Y，C3为按2次X再按Y，以此类推，一般最大可到C6）构成，取而代之的是一种被称为“连舞”的新动作系统。这种系统只需通过连续按X或Y键来使人物完成一整套完整的攻击动作，X鍵为轻攻击，Y鍵为重攻击。连舞系统分为四級。在发动连舞后击破一定数量的敌人后，人物的连舞槽便会升至下一级别，级别越高连舞的动作也就越连贯且动作越复杂。注意：要达到最高等级的连舞必须要保证人物成长至一定等级并积攒足够的技能（或者是在游戏中击破捡拾击破敌方军旗手掉下来的連珠来暂时达成这一点）。
本作中还为每个人物加入了三种新的攻击方式：防守攻击（防御时突然按X或Y可发出一次较为突然的攻击，趁敌人攻击玩家时使出可以打敌人一个措手不及），跑动重攻击（跑动后按Y—以前跑动后只有按X才能发动能够跑动攻击）和短兵相接壓倒性的趁势攻击（和敌方武将斗力胜利后便可使出，实际攻击方式因武将或武器而定，攻击力较大且不可防御）。本作還可與戰國無雙2角色翻滾動作來進行躲避防禦敵方攻擊動作。
另外就前作而言，本作的武器模组较为单一。有些武器模组被多个人物使用，只不过在具体效果上略有不同。重复使用的武器模組統一規为八大種类：
- 戟（呂蒙、凌統、關平、曹仁、徐晃）
- 锤（黃蓋、魏延、許褚、董卓）
- 枪（孫策、太史慈、馬超、張郃）
- 剑（孫權、曹丕、袁紹）
- 刀（周泰、黃忠、夏侯淵）
- 弓（孙尚香、月英）
- 杖（龐統、張角）
- 鞭（貂蝉、甄宓）

只有少数人物（劉備、趙雲、關羽、張飛、諸葛亮、曹操、夏侯惇、典韋、張遼、司馬懿、孫堅、周瑜、陸遜、甘寧、小喬、吕布）因其武器独特而单独设置武器模組。
据光荣制作团队称，本作中使用的武器模組均为聘请专业武术家进行动作捕捉采集而来。

#### 角色成長
每個無雙武將通過獲得武勳升級，最多99999對應50級，過關統計時每升一級可從左向右習得一格晶球盤的技能，每個人的晶球盤的能力是指定的，到了50級全部習得。等級達到25級會獲得一套顔色不同的服裝；達到50級可以在幕舍中欣賞該人物的聲音鑑賞。本作開始注重人物角色之間其互動例如：甘寧稱呂蒙為大叔、張郃稱夏侯淵為將軍等等。
增加傳書系統：可讓武將的戰鬥力在時間內時間大幅上升（可分為強襲、神速、齊射、落石、火計五種）
基礎強化技能：
- 奮起：紅血狀態時被打倒在地，起身後30秒內攻擊力2倍。
- 不屈：紅血狀態時被打倒在地，起身後30秒內防禦力2倍。
- 脫兔：紅血狀態時被打倒在地，起身後30秒內移動力2倍。
- 耐炎：敵方炎屬性攻擊無效化。
- 耐冰：敵方冰屬性攻擊無效化。
- 耐雷：敵方雷屬性攻擊無效化。
- 耐矢：敵方箭矢攻擊傷害減半。
- 速泳：游泳速度上升，SP版因深水區改動為淺水區，因而取消游泳動作，而無此技能，持有此技能者會由其他技能取代此技能。
- 健腳：行走一段時間後速度提升10秒。
- 強壯：回復道具效果提升。
- 鬥志：無雙槽增加量提升。
- 增進：短時間道具效果持續時間延長。
- 威嚇：奇襲成功後，敵方混亂狀態時間延長。
- 陣鼓：活躍時我方容易士氣提升，並且持續時間延長。
- 調教：虎狼短時間內成為同伴攻擊敵人。
- 俊足：移動速度上升。
- 馬術：馬的四項能力最大限度大幅發揮。
- 開運：獲得數值較好的武器和戰馬。
- 開書：戰鬥開始持有傳書一本。
- 獲書：每擊破300人，便可獲得傳書一本（若傳書已滿載則會掉落在地面上）。
- 傳書袋：可擁有兩本傳書，傳書出現率上升(攻擊將旗兵與據點兵長有機率出現傳書)。
- 傳書大袋：可擁有三本傳書，傳書出現率大幅上升(攻擊將旗兵與據點兵長大幅機率出現傳書)。
- 連舞3：連舞3攻擊可能。
- 連舞∞：連舞∞攻擊可能。

傳書特殊技：
- 共通系
  - 延長：特殊技的持續時間增加。
  - 延長・極：特殊技的持續時間大幅增加。
  - 破甲：特殊技發動時，釋放出鬥氣令周圍的敵方防禦力下降。
  - 破甲・極：特殊技發動時，釋放出鬥氣令大範圍的敵方大幅防禦力下降。
  - 牛步：特殊技發動時，釋放出鬥氣令周圍的敵方移動速度下降。
  - 牛步・極：特殊技發動時，釋放出鬥氣令大範圍的敵方移動速度大幅下降。
  - 大喝：特殊技發動時，釋放出鬥氣令周圍的敵方暈眩及傷害。
  - 戰術指揮：特殊技發動時，我方友軍的戰意上昇，友軍的擊破數亦會加進自己的擊破數。

- 神速系
  - 猛進：特殊技發動時，碰撞到的敵人會受到大量傷害。
  - 猛進・極：特殊技發動時，碰撞到的敵人會一擊必死。
  - 分身：特殊技發動時，會有分身，能作三重攻擊。
  - 分身・極：特殊技發動時，會有多重分身，能作五重攻擊。
  - 神速指揮：特殊技發動時，周圍的友軍亦會進入神速狀態進行衝刺, 友軍的擊破數也會加進擊破數。

- 強襲系
  - 覺醒：特殊技發動時，增加攻擊力，攻擊亦不會被打斷。
  - 覺醒・極：特殊技發動時，大幅增加攻擊力，攻擊亦不會被打斷。
  - 破壞：特殊技發動時，增加對物件的傷害度。
  - 粉碎：特殊技發動時，大幅增加對物件的傷害度。
  - 滅殺：特殊技發動時，大幅增加對兵卒的傷害度。

- 齊射系
  - 火矢：特殊技發動時，會降下火焰箭，中箭者會燃燒，體力開始下降。
  - 冰矢：特殊技發動時，會降下冰霜箭，中箭者會冰凍，會降低防禦且無法動作。
  - 雷矢：特殊技發動時，會降下雷電箭，中箭者會暈眩，按比例扣除高額體力。
  - 速射：特殊技發動時，落箭間隔縮短。
  - 大矢：特殊技發動時，會降下弩砲箭。
  - 廣射：特殊技發動時，效果範圍擴大(唯月英獨有)。
  - 神弓：特殊技發動時，箭擊中的地方會產生爆炸(唯黃忠獨有)。

- 火計系
  - 業火：特殊技發動時，增加傷害度，周圍會有火柱，據點內釋放火計，會使敵方體力下降至三分之二。
  - 業火・極：特殊技發動時，大幅增加傷害度，周圍會有火柱，據點內釋放火計，會使敵方體力下降至三分之二。
  - 延燒：特殊技發動時，範圍擴大周圍，會有火柱，據點內釋放火計，會使敵方體力下降至三分之二。
  - 延燒・極：特殊技發動時，範圍大幅擴大，周圍會有火柱，據點內釋放火計，會使敵方體力下降至三分之二。

- 落石系
  - 巨岩：特殊技發動時，傷害度增加，在斜坡釋放落石，會時落石滾落，造成敵方無法動彈與大量傷害。
  - 巨岩・極：特殊技發動時，傷害度大幅增加，在斜坡釋放落石，會時落石滾落，造成敵方無法動彈與大量傷害。
  - 轉岩：特殊技發動時，範圍擴大，在斜坡釋放落石，會時落石滾落，造成敵方無法動彈與大量傷害。
  - 轉岩・極：特殊技發動時，範圍大幅擴大，在斜坡釋放落石，會時落石滾落，造成敵方無法動彈與大量傷害。

### 武器
與前作不同的是取消第四把專屬武器系統，本作改由通過撿拾敵將掉落的武器盒、完成戰功目標和戰馬的技能“武器入手”獲得，加上2P玩家，每完成一個劇本最多可獲得10把武器，每個玩家操作的無雙武將最多可擁有8把武器，超過8把武器時需要通過捨棄原有的來獲得新的。武器的類型、攻擊力、屬性、效果全部隨機出現，遊戲難度越高、劇本難度越高，在達人難度或修羅難度下進行遊戲才有可能大幅機率獲得能力四項及五項的武器，獲得高攻擊力和多項效果的武器的機率越大。戰功目標為紅燈時，代表未達成、戰功目標為綠燈時，代表已達成，戰鬥時會出現戰功目標已達成獲得武勳值。備註:武器入手即可在戰後拿取到一把武器。
武器類型
- 力型：攻擊傷害隨著連舞等級上升而增加，武器攻擊力最大為100。
- 標準型：攻擊範圍隨著連舞等級上升而擴大，武器攻擊力最大為96。
- 技型：攻擊速度隨著連舞等級上升而增快,武器攻擊力最大為92。

武器屬性
- 炎：附加火焰效果的攻擊，攻擊中再一定機率下浮空狀態時，火屬性持續傷害，著火時間為2秒。
- 冰：附加冰霜效果的攻擊，攻擊中再一定機率下造成一定時間內凍結敵人，被凍結的敵人防禦力下降，凍結時間為3秒。
- 雷：附加雷電效果的攻擊，攻擊中再一定機率下打中的敵人時會造成電屬性效果傷害，而麻痺暈眩，暈眩時間為3秒。

武器效果

一把武器最多可以擁有5項武器效果，4項效果的武器必須在達人難度以上的4級星以上劇本獲得。
- 真空波：攻擊時，出現真空波造成額外攻擊。
- 真亂舞：發動無雙亂舞時可轉化為真・無雙亂舞。
- 精靈印：攻擊時屬性效果增強。
- 剛柔法：鍔迫武器相接時可大幅贏過敵方將領。
- 彈矢眼：有機率可將四面八方而來的箭矢彈回。
- 背水陣：防禦力大幅減弱，攻擊力大幅增強。
- 連舞心：減緩連擊數消失的時間，連擊數越高，戰後結算時，增加武勳時就越高。
- 一閃：一定機率下對雜兵一擊斃殺，對武將造成重創。
- 吸奪：當對敵武將造成大傷害時，可以吸收並回復少許體力。
- 一氣呵成：發動無雙時，加快無雙槽消耗，但無雙亂舞與真・無雙亂舞的傷害力增加。

### 軍馬
軍馬屬性
- 炎：一定機率的撞擊下，附加火焰屬性，受到撞擊的敵人會著火。
- 冰：一定機率的撞擊下，附加凍結屬性，受到撞擊的敵人會凍結。
- 雷：一定機率的撞擊下，附加雷電屬性，受到撞擊的敵人會暈眩。

備註:馬3等時可以賦予炎/冰/雷屬性
軍馬評價
上半部評價眼差可分為：
- 日文版：【その瞳は遙か遠く一點を見つめ】：一項能力可大幅成長。
- 日文版：【その瞳は左右をくまなく見據え】：二項能力可大幅成長。
- 日文版：【その瞳は広く世を見渡し】：三項能力可大幅成長。
- 日文版：【その瞳は森羅萬象を収め】：四項能力可大幅成長。
- 中文版：【其眼神凝視眺望著遠方】：一項能力可大幅成長。
- 中文版：【其雙瞳盡觀左右兩側】：二項能力可大幅成長。
- 中文版：【其清澄的雙瞳盡收萬里景象】：三項能力可大幅成長。
- 中文版：【其達觀的雙瞳收盡森羅萬象】：四項能力可大幅成長。

下半部評價體態可分為：
- 日文版：【その體軀は幼駒の頃から秀でて】：初始數值良好，成長不良。
- 日文版：【その體軀は均整がとれている】：初始數值普通，成長普通。
- 日文版：【その體軀は底知れぬ力を秘めている】：初始數值較低，成長良好。
- 日文版：【その體軀は神々しい気を放っている】：初始數值良好，成長良好。
- 中文版：【身軀自幼馬就非常地優良】：初期數值良好，成長不良。
- 中文版：【身軀非常地均整平衡】：初期數值普通，成長普通。
- 中文版：【身軀祕藏高森莫測的力量】：初期數值較低，成長良好。
- 中文版：【身軀擁有神采飛揚的氣息】：初期數值良好，成長良好。

軍馬技能
備註：馬3等時可學習1項技能、馬4等時可學習2項技能。
- 防矢：騎乘時可將箭矢避開。
- 勸誘：關卡結束後可取得軍馬一匹。
- 武器入手：關卡結束後可取得武器一把。
- 連舞維持：騎乘時連舞槽不會下降。
- 無雙增加：騎乘時無雙槽緩緩上升。

備註：馬5等時4項能力皆突破485以上有機率學習到特殊稀有技能。
- 突破腳：騎乘時可突破任何龐大的人群。
- 猛攻腳：騎乘時撞擊敵人時傷害增加。
- 飛翔腳：騎乘時高跳後，著地時會有震地波給予敵人傷害。
- 的盧魂：騎乘時不受水流影響，泳速上升，與在平地的移動速度相同。
- 絕影魂：騎乘時遭受強大的攻擊，也不會墜馬。
- 赤兔魂：騎乘時有著赤兔馬擁有相同的移動速度。

### 戰場
本作一共19張地圖50副劇本，分別是黃巾之亂、虎牢關之戰、下邳之戰、吳郡平定戰、袁術討伐戰、官渡之戰、許都侵攻戰、長坂之戰、赤壁之戰、荊州之戰、成都制壓戰、合肥之戰、定軍山之戰、襄樊之戰、漢中攻防戰、夷陵之戰、石亭之戰、合肥新城之戰、五丈原之戰；SP版增加6位人物無雙個人傳馬超、月英、曹丕、張郃、太史慈、凌統5張新地圖及11副劇本，分別是江東之戰、街亭之戰、濡須口之戰、河北橫掃戰、潼關之戰
難度
每副劇本玩家可選擇的難度為容易、普通、困難、達人、修羅。敵人的AI、體力、攻擊、防禦從容易到修羅以及隨著劇本難度的增加而增加。容易和普通難度獲得武勳比例為100%，困難難度為125%，達人和修羅難度為150%。容易難度遊戲中途儲存次數無限；普通難度3次；困難和達人難度1次；修羅難度無法中途儲存。
戰功目標
本作與前作不同的是新增戰功目標，且玩家如欲達成三項戰功目標，勢必非常需要動腦規劃進軍路線進而策劃來進行攻略或防衛，每張關卡及劇本各有三項戰功目標，達成后獲得相對應的武勳，戰後結算時每完成一項戰功目標就會獲得一把武器。
據點
增加據點種類：關卡、城砦、本陣、陣地、射擊台
在戰場上的重要場所，構築稱為據點的設施。如果是敵方據點的話，將會成為阻擾進軍的障礙，如果是我方據點的話，則可成為提供補給回復體力的基地。此外，敵方據點可透過壓制將其成為我方據點。由於據點會在敵人接近時關門，因此據點的攻略會由先據點之門開始。雖然據點門可用武器破壞，但由於敵方據點內的士兵會發射箭矢、投擲岩石，因此要攻略據點時，一邊進行破壞，一邊會承受攻擊。
攻防戰
例如攻堅虎牢關、許都城之類的牢固城門，而發起的特殊戰鬥稱之為攻城戰。攻擊方的工兵會建造投石機、衝車來進行攻堅，另一方面為了方便突破城門攻擊方的工兵會打造過牆梯，來方便玩家上城樓破壞防禦方的弩砲，到達城門前會有城門耐久值計量表，玩家無法用武器毀壞城門，【若玩家遊玩的角色有習得粉碎技能，可藉由綻放傳書強行攻擊城門，城門耐久值計量表會逐漸下降至城門打開】，攻擊方需要工兵打造出衝車來將其撞破城門方能進城。
例如防禦如官渡城、樊城之類的牢固城門，而發起的特殊戰鬥稱之為守城戰。防禦方會發射設置於城牆上的弩砲應戰，將其破壞攻擊方的攻城兵器。防禦方的弩砲旁會有投石兵對玩家進行投擲岩石的攻擊動作。而防禦方在城門前會有多個守備兵長進行阻擊攻擊方的工兵打造攻城兵器。
地圖
- 地形差：根據高低一共分爲3段，玩家武將從高處跳到低處的沒有進入戰鬥的敵軍堆裏會造成奇襲成功，而被奇襲的一方將會陷入混亂，無法攻擊，且會緩緩後退。
- 水域：進入水域後可以游泳，游泳時除了加速、騎上馬、爬上船、爬梯子外無法做其它動作，玩家騎馬游泳時可以攻擊。SP版所有的水域變成淺灘，赤壁之戰的水域將無法進入。
- 梯子：直接爬過牆梯，進行攻城或為進軍。
- 據點：佔有據點的一方會源源不斷地出兵，一旦據點防禦力降為0，該據點就會被佔領。分爲防禦據點、射擊據點、補給據點、関卡、本陣。

攻城兵器
- 衝撞車：攻城戰中能破壞城門的唯一攻城器具，通常至少3下才能破壞城門，由工兵所打造。
- 投石車：攻城戰中攻擊城樓上弩砲的攻城器具，由工兵所打造。
- 過牆梯：攻城戰中用來直接爬上城牆，由工兵所打造並運輸架設到城牆上。
- 弩砲：攻城戰中攻擊城樓外的敵軍防禦工事。
- 攻城櫓：攻城戰中架著樓台上面站著幾個弓弩兵。

單挑包圍戰
在空曠的平地上，該範圍内有敵武將且敵軍數量多於50%時，有一定幾率發生包圍戰。發生單挑包圍戰時，會出現好幾聲鑼響，雙方士兵圍成圈，武將在圈内一對一戰鬥。敵方武將全部為相當於總帥的陽炎化狀態，輪流進入圈内與玩家武將戰鬥。當一方武將位於對方士兵的圈邊上，對方士兵會將其戳回去。被擊破的除副將外的敵將掉落大的武勳包。一定時間經過、敵方的除副將外的武將全部被擊破、敵方的縂大將被擊破、玩家武將跳出圈外一定時間未回來、玩家武將使用無雙攻擊都會導致包圍戰結束，敵將狀態全部恢復正常。SP版取消單挑包圍戰。
戰場道具一覽：
- 肉包：回復體力50點。
- 肉包X2：回復體力100點。
- 燒肉：回復體力200點。
- 燒雞：回復體力400點。
- 老酒：回復無雙槽至滿。
- 華佗藥膏：體力、無雙、連舞全滿，每張地圖破壞指定位置的罎子。
- 傳書：可以使用特殊技。
- 玉璽：老酒的效果+無雙槽10秒不減。
- 連珠：30秒內連舞等級∞,時限結束後,連舞以強化技能的習得等級開始計算(尚未學習是連舞二,習得連舞三是連舞三,習得連舞∞則維持連舞∞)。
- 戰神之斧：30秒內攻擊力2倍。
- 戰神之鎧：30秒內防禦力2倍。
- 韋馱天靴：30秒內移動力2倍。
- 寶箱：戰鬥勝利後獲得武器，隨機被擊破的敵將掉落。
- 馬鞍：戰鬥勝利後獲得馬，破壞每個地圖的固定一個位置的箱子，以及隨機的一個被擊破的敵將掉落。
- 武勳包（小）：獲得武勳10點或50點，特殊技發動期間、奇襲成功後一定時間内擊破的該範圍内的雜兵隨機掉落+10，被擊破的一般武將掉落+50。
- 武勳包（中）：獲得武勳100點，被擊破的無雙武將、被殺陣強攻擊擊破的一般武將、鍔迫武器相接壓勝擊破的一般武將掉落。
- 武勳包（大）：獲得武勳200點，被擊破的總帥、帶鬥氣狀態的敵將、特殊技發動期間擊破的敵將、奇襲成功後一定時間内擊破的該範圍内的敵將、被殺陣強攻擊擊破的普通狀態的無雙武將、鍔迫武器相接壓勝擊破的無雙武將掉落。

## 角色列表
| 勢力 | 人物名稱 | 聲優（CV）          | 無雙模式 | 標準武器（名稱）                        | 技系武器            | 力系武器            | 動作模組    | 特殊技 | 卡片         |
| ---- | -------- | ------------------- | -------- | --------------------------------------- | ------------------- | ------------------- | ----------- | ------ | ------------ |
| 蜀   | 趙雲     | 小野坂昌也          | 有       | 龍膽（直槍）                            | 龍爪                | 龍眼                | 獨立        | 神速   | 一騎當千     |
| 蜀   | 關羽     | 增谷康紀            | 有       | 青龍偃月刀（偃月刀）                    | 白龍偃月刀          | 黑龍偃月刀          | 獨立        | 強襲   | 軍神的號令   |
| 蜀   | 張飛     | 掛川裕彥            | 有       | 蛇矛（雙頭蛇矛）                        | 蛟矛                | 鰐矛                | 獨立        | 強襲   | 萬人敵       |
| 蜀   | 諸葛亮   | 小野坂昌也          | 有       | 明澄扇（白羽扇）                        | 白怜扇              | 黑慧扇              | 獨立        | 火計   | 八卦陣       |
| 蜀   | 劉備     | 遠藤守哉            | 有       | 雌雄一對劍（雙股劍）                    | 陰陽一對劍          | 天地一對劍          | 獨立        | 齊射   | 大德之力     |
| 蜀   | 馬超     | 服卷浩司            | SP版增加 | 鐵騎尖（鐵槍）； 破軍（巨劍）           | 駿公尖； 破嵐       | 馳龍尖； 破山       | 槍組； 獨立 | 神速   | 錦馬超的猛攻 |
| 蜀   | 黃忠     | 川津泰彥            | 無       | 黃仙盤刀（寬刀）                        | 秘仙盤刀            | 鬥仙盤刀            | 刀組        | 齊射   | 疾風一擊     |
| 蜀   | 魏延     | 增谷康紀            | 無       | 醒瘤（長錘）                            | 吼鱗                | 狂骨                | 錘組        | 強襲   | 戰鬼的猛攻   |
| 蜀   | 龐統     | 河內孝博            | 無       | 風神杖（杖）                            | 夢幻杖              | 烈風杖              | 杖組        | 落石   | 連環之計     |
| 蜀   | 月英     | 笠原留美            | SP版增加 | 翠露（弓箭）； 翠月（弩刃）             | 翠霞； 蒼月         | 翠零； 紅月         | 弓組； 獨立 | 齊射   | 追加調練     |
| 蜀   | 關平     | 中尾良平            | 無       | 青龍戟（長戟）                          | 白龍戟              | 黑龍戟              | 戟組        | 神速   | 青龍之志     |
| 魏   | 夏侯惇   | 中井和哉            | 有       | 碎岩（長柄狼牙棒）                      | 潰霆                | 斷浪                | 獨立        | 強襲   | 隻眼的咆哮   |
| 魏   | 典韋     | 中井和哉            | 有       | 擊碎鐵（鐵鏈球）                        | 爆碎鐡              | 噛碎鐡              | 獨立        | 強襲   | 惡來戰法     |
| 魏   | 許褚     | 吉水孝宏            | 無       | 蚩尤碎（大碎棒）                        | 窮奇碎              | 混沌碎              | 錘組        | 強襲   | 虎痴的爆發力 |
| 魏   | 曹操     | 岸野幸正            | 有       | 倚天之劍（將劍）                        | 七星之劍            | 青釭之劍            | 獨立        | 落石   | 改革政策     |
| 魏   | 夏侯淵   | 德山靖彥            | 無       | 九天破（九環刀）                        | 九天斬              | 九天碎              | 刀組        | 齊射   | 電帥的行軍   |
| 魏   | 張遼     | 田中大文            | 有       | 雙頭蛇（雙戟）                          | 雙嘴鷲              | 雙首龍              | 獨立        | 神速   | 電光鐵騎     |
| 魏   | 司馬懿   | 瀧下毅              | 有       | 滅韻爪（鋼絲爪手套）                    | 墮響爪              | 喪律爪              | 獨立        | 落石   | 準備萬端     |
| 魏   | 徐晃     | 山本圭一郎          | 無       | 牙斷（長戰戈）                          | 流斷                | 鬼斷                | 戟組        | 神速   | 堅實的侵攻   |
| 魏   | 張郃     | 幸野善之            | SP版增加 | 玲瓏（尖槍）； 朱雀爪（雙鐵爪）         | 繚亂； 白虎爪       | 幽玄； 青龍爪       | 槍組； 獨立 | 神速   | 磐石的佈陣   |
| 魏   | 甄姬     | 住友優子            | 無       | 娟（九節鞭）                            | 瑤                  | 艷                  | 鞭組        | 火計   | 内助之功     |
| 魏   | 曹仁     | 江川央生            | 無       | 鳳嘴凰翼（雙頭鋼叉）                    | 龜顎龜甲            | 龍爪龍鱗            | 戟組        | 強襲   | 不動戰法     |
| 魏   | 曹丕     | 神奈延年（林 延年） | SP版增加 | 滅奏（劍）； 天貫劍（長劍）             | 無奏； 人操劍       | 烈奏； 地搖劍       | 劍組； 獨立 | 齊射   | 霸者的先見   |
| 吳   | 周瑜     | 吉水孝宏            | 有       | 緋瑞雲（長棍）                          | 紅朝霞              | 黑瀧月              | 獨立        | 神速   | 冷徹的業火   |
| 吳   | 陸遜     | 野島健兒            | 有       | 飛燕（中華劍）                          | 翠鶯                | 青隼                | 獨立        | 火計   | 疾風之猛火   |
| 吳   | 太史慈   | 掛川裕彥            | SP版增加 | 三叉烈槍（三叉槍）； 虎撲毆狼（雙鐵鞭） | 三叉濤槍； 虎斬碎狼 | 三叉猛槍； 虎倒潰狼 | 槍組； 獨立 | 強襲   | 將之誇       |
| 吳   | 孫尚香   | 宇和川惠美          | 有       | 茜蕾（弓箭）                            | 蓮花                | 藤薰                | 弓組        | 齊射   | 凛凛督戰     |
| 吳   | 孫堅     | 德山靖彥            | 有       | 古錠刀（古錠刀）                        | 天樞刀              | 九鈎刀              | 獨立        | 強襲   | 孫吳之牙     |
| 吳   | 孫權     | 菅沼久義            | 無       | 皇龍劍（曲蛇刃刀）                      | 神龍劍              | 天龍劍              | 劍組        | 齊射   | 見約定       |
| 吳   | 甘寧     | 三浦祥朗            | 有       | 鈎月（雙匕首）                          | 翼翔                | 舞龍                | 獨立        | 神速   | 神出鬼沒     |
| 吳   | 呂蒙     | 堀之紀              | 無       | 不屈（長戰戈戟）                        | 不撓                | 不敵                | 戟組        | 落石   | 火計作戰     |
| 吳   | 孫策     | 河內孝博            | 無       | 霸王閃（長刃槍）                        | 毅王閃              | 洸王閃              | 槍組        | 強襲   | 小霸王之牙   |
| 吳   | 黃蓋     | 稻田徹              | 無       | 斷江鞭（大鐵棒鞭）                      | 裂空鞭              | 碎岳鞭              | 錘組        | 強襲   | 宿將的意地   |
| 吳   | 小喬     | 嶋方純子            | 無       | 喬佳（雙扇）                            | 喬瑛                | 喬麗                | 獨立        | 神速   | 麗薰風       |
| 吳   | 周泰     | 石川英郎            | 無       | 瞬（弧刀）                              | 宵                  | 曉                  | 刀組        | 神速   | 鳳凰的一擊   |
| 吳   | 凌統     | 松野太紀            | SP版增加 | 飛雲（長柄砍刀）； 旋風（三節棍）       | 嶺雲； 疾風         | 亂雲； 烈風         | 戟組； 獨立 | 神速   | 秘鬥志       |
| 他   | 貂蟬     | 小松里歌            | 有       | 月香（九節鞭）                          | 虹雫                | 華淚                | 鞭組        | 神速   | 可憐督戰     |
| 他   | 呂布     | 稻田徹              | 有       | 方天畫戟（雙十字戟）                    | 飛將                | 鬼神                | 獨立        | 強襲   | 唯一無雙     |
| 他   | 董卓     | 堀之紀              | 無       | 魔王撲（大鐵鎚）                        | 魔魁撲              | 魔神撲              | 錘組        | 強襲   | 暴政         |
| 他   | 張角     | 川津泰彥            | 無       | 火神杖（長杖）                          | 火誅杖              | 火仙杖              | 杖組        | 火計   | 不屈的進軍   |
| 他   | 袁紹     | 龍谷修武            | 無       | 多刺劍（王道劍）                        | 玄天劍              | 至極劍              | 劍組        | 齊射   | 颯爽的進軍   |

## 资料片

### 真三国无双5 Special
KOEI推出逆移植版本的跨平台作品《真三國無雙5 Special》，於PS2及PSP上發售。
人物模組獨立化
- 曹丕（長劍）
- 張郃（鐵爪）
- 太史慈（雙鞭）
- 凌統（三節棍）
- 馬超（大劍）
- 月英（刃弩）

因共用模組剩下一人而成為獨立模組：
- 孫策（長槍）
- 孫尚香（弓）

復出角色以及新出現獨立武器模組：
- 孟獲（石柱）

新增關卡
- 街亭之戰（馬超傳 張郃傳）
- 河北掃討戰（曹丕傳）
- 潼關之戰（馬超傳）
- 江東之戰（太史慈傳）
- 濡須口之戰（凌統傳）

新增劇本
- 官渡之戰-袁紹軍（張郃傳）
- 成都制壓戰-劉璋軍（馬超傳）
- 荊州之戰-蜀軍（馬超傳 月英傳）
- 下邳之戰-孫策軍（太史慈傳）
- 石亭之戰-曹丕軍（曹丕傳）
- 許都侵攻戰-魏軍（曹丕傳）
- 五丈原之戰-曹丕軍（曹丕傳 張郃傳）

其他變更
- 取消游泳，水域變成淺灘，赤壁之戰的水域無法進入。擁有“速泳”技能的武將，其“速泳”技能被其它技能代替。的盧魂的作用改成“開運”
- 取消包圍戰
- 一些關卡武將分佈改變

### 真‧三國無雙5 帝王傳
KOEI 發表，於2009年5月28日推出 PS3/Xbox 360 戰略動作策略遊戲《真‧三國無雙 5 帝王傳》，官方網站並同步開張，供玩家參考。於2010年1月21日推出 PSP 版本。
《真‧三國無雙5 帝王傳》是《真‧三國無雙 5》的衍生外傳作品，承襲原作的戰略動作玩法，並融入國家經營與領土爭奪等策略模擬要素，讓玩家體驗不同的樂趣。   
遊戲以系列作傳統的戰場動作為核心，大幅強化「爭霸模式」的內容。遊戲中玩家除了以君主身分投身三國爭霸之外，還能以武將身分來幫助主公完成一統天下的霸業。   
遊玩途中玩家可以隨時改變自己的身分，像是從君主下野成為流浪武將，武將也可以下野轉頭其他君主揮下。體驗劉備從起義群雄成為地方君主，又因敗戰而成為流浪武將，最後成為蜀漢皇帝的經歷，或者是「三姓家奴」呂布不斷背叛主君的武將生涯。   
當玩家選擇以君主身分遊玩時，將透過獨特的卡片系統來進行內政與軍式的經營。玩家將以類似卡片遊戲的方式，使用各種不同功用的卡片來經營國家，排除一般策略遊戲繁瑣的指令與數值。卡片的圖樣是以登場武將為題材，具備各式各樣細緻美麗的畫風。   
當進入任務或是戰爭部分時，將會以熟悉的戰場動作方式遊玩，操作自己所扮演的武將進行戰鬥，施展武器招式或特殊技打敗敵人。順利過關後即可獲得寶物或是領土。

## 外部連結
- （日語） 《真·三國無雙5》官方網站 （页面存档备份，存于）
- （日語） 《真·三國無雙5 Special》官方網站 （页面存档备份，存于）